# コーディリア (小惑星)
コーディリア (2758 Cordelia) は小惑星帯に位置する小惑星。ロシアの女性天文学者リュドミーラ・チェルヌイフが発見した。
名前はシェイクスピア作の悲劇『リア王』の登場人物コーディリアから命名された。なお、天王星の衛星にも同名のコーディリアがある。